# Heidi (personaje)
Heidi, hipocorístico de Adelaida (Adelheid en idioma alemán), es el personaje principal de la novela homónima de la escritora suiza Johanna Spyri.

## El personaje en la novela original
Heidi es una niña nacida en Dörfli, una pequeña localidad de los Alpes suizos en la Comuna de Maienfeld, que queda huérfana de padre cuando tan sólo cuenta un año de edad. Su padre Tobías, carpintero, fallece a consecuencia de un accidente laboral cuando le cae encima una viga. Su madre, Adelaida, llamada como ella, moriría de pena pocos meses después. Heidi queda entonces bajo tutela de su abuela materna y su tía Dete. La primera fallece, y Heidi vive con su tía que trabaja en el balneario de Ragaz. Cuando la niña cuenta cinco años, a Dete le ofrecen un empleo como sirvienta en la ciudad alemana de Fráncfort, por lo que la entrega al cuidado de su abuelo paterno al que todos conocen como el Viejo de los Alpes y que vive recluido en una casa rural de los Alpes, apartado del contacto de la gente. La pequeña cambiará a mejor la vida del viejo y durante tres años vive feliz entre juegos y cabras y en compañía de su amigo Pedro.  Sin embargo, un día Dete regresa para llevarse a la niña a Fráncfort, donde ha conseguido que la contraten como señorita de compañía de Klara Sesemann, la hija de un acaudalado hombre de negocios, que vive postrada en una silla de ruedas. En la ciudad, Heidi sufre los maltratos y humillaciones de la terrible institutriz Señorita Rottenmeier. La institutriz de los Seseman somete a la pequeña Heidi a las rígidas costumbres de la clase alta de la época y la denigra constantemente por la vida que la niña llevaba en las montañas y por su nula escolaridad. Afortunadamente, el padre y la abuela de Clara consiguen amenizar la estadía de la niña en la casa de la gran ciudad, y además, tanto Klara como Heidi establecen un sólido lazo de amistad y allí Heidi deja de ser analfabeta al recibir clases. Después de unos meses, la nostalgia de Heidi por su hogar se vuelve más profunda, lo cual deriva en una aguda depresión en la niña causándole sonambulismo. En consecuencia, el bondadoso y comprensivo padre de Klara la envía de regreso a su país y, finalmente consigue retornar con su abuelo a Suiza, donde más adelante recibirá la visita de Klara.Y allí en Dörfli Heidi va a la escuela con Pedro y vivirá feliz con su abuelo.

## Continuación
El autor británico Llucarpa Tritten escribió dos volúmenes a modo de continuación de la novela original, en el que se narran las vivencias de una Heidi adulta, convertida en maestra, bajo los títulos de Heidi y Pedro y Los hijos de Heidi.
Por otro lado, en 1990 se estrenó la película estadounidense Courage Mountain (en castellano, Más allá de la aventura),  de Christopher Leitch, en las que se narran las vivencias de una Heidi adolescente durante la I Guerra Mundial. El personaje fue interpretado por la actriz Juliette Caton y el de Pedro por Charlie Sheen.

## El personaje en el anime japonés
En 1974 se estrenó la versión de dibujos animados Heidi, anime japonés de la productora Nippon Animation. La serie se convirtió en un auténtico fenómeno televisivo, tanto en su Japón original como en Europa y Latinoamérica. En la misma, Heidi es descrita como una niña trigueña, de pelo corto y con grandes rosetones sobre la cara. 
La enorme popularidad de la serie, propició la fabricación de merchandising a gran escala que, aún 50 años después de su estreno, sigue disponible. La figura de Heidi se convirtió en un icono de la cultura popular del último tercio del siglo XX.
En este anime la actriz de doblaje japonesa Kazuko Sugiyama prestó su voz al personaje, siendo doblada al alemán por Kristin Fiedler, al español castellano por Selica Torcal y Marisa Marco y al español latinoamericano por Cristina Camargo.

## El personaje en el cine y la televisión
La novela ha sido llevada al cine y la televisión en muchas ocasiones. El nombre de la producción, el año y las actrices que han dado vida al personaje son:
- Heidi, bienvenida a casa  (Serie televisiva Argentina de 2017)... Chiara Francia
- Heidi (2015) ... Anuk Steffen
- Heidi (2015)...Serie de animación 3D
- Heidi 4 Paws (2008) ... Meghan Strange / Theresa Hanson
- Heidi (2005) ... Tajja Isen / Lara Wurmer
- Heidi (2005) ... Emma Bolger
- Feuer, Eis & Dosenbier (2002) ... Eva Habermann
- Heidi (2001) ... Cornelia Gröschel
- Heidi (película de 1995). Dibujos animados[1]
- Heidi (1993) (TV) ... Noley Thornton
- Heidi (1991) ... Sarah Sawatsky
- Más allá de la aventura (1990) ... Juliette Caton
- Heidi's Song.  Dibujos animados de Hanna-Barbera (1982) ... Margery Gray
- The New Adventures of Heidi (1978) (TV) ... Katy Kurtzman[2]
- Heidi (Suiza, 1978. Serie televisiva de 26 episodios) … Katia Polletin[3]
- Heidi (miniserie TV)(1974) …. Emma Blake[4]
- Heidi (1974). Dibujos animados[5]
- Heidi (1968) (TV) ... Jennifer Edwards[6]
- Trenzas doradas (1965) ... Eva María Singhammer[7]
- Heidi (1960) (TV) ... Vera Lúcia[8]
- A Gift for Heidi (1958) ... Sandy Descher[9]
- Heidi (1956) (TV) ... Verinha Darci[10]
- Heidi und Peter (1955) ... Elsbeth Sigmund[11]
- Heidi Grows Up (1954) (TV) ... Julia Lockwood[12]
- Heidi (1952) ... Elsbeth Sigmund[13]
- Heidi (1937) ... Shirley Temple[14]

## Bases inspiracionales para el personaje
Si bien Heidi como tal es un personaje de ficción dentro de la novela homónima, constituye a la vez el estereotipo de la aldeana típica suiza y un ícono cultural representativo del país. Heidi pudo estar inspirado en las vivencias infantiles y adultas de la autora Johanna Spyri  como así también otras historias que habría escuchado ella de pequeña. Existen ciertas controversias respecto a si la escritora podría haberse inspirado en un personaje homónimo anterior como el del escritor alemán Hermann Adam von Kamp y su obra "Adelaida la niña de los Alpes" editado 50 años antes que Heidi. Sin embargo Regine Schnidler, del Instituto Suizo para la Juventud y la Infancia manifestó al periódico suizo Neue Zürcher Zeitung, que las evidencias indicaban que Spyri se valió de sus propias experiencias para la creación de Heidi, estructurada como novela, mientras que la anterior Adelaida de von Kamp  constituye un cuento corto de solo 30 páginas.